# Железниця (Благоєвградська область)
Желе́зниця (болг. Железница) — село в Благоєвградській області Болгарії. Входить до складу громади Сімітлі.

## Населення
За даними перепису населення 2011 року у селі проживали 368 осіб.
Національний склад населення села:
| Національність   | Кількість осіб | Відсоток |
| ---------------- | -------------- | -------- |
| болгари          | 340            | 94,2%    |
| цигани           | 17             | 4,7%     |
| турки            | 4              | 1,1%     |
| інша             | 0              | 0%       |
| не визначились   | 0              | 0%       |
| Всього відповіли | 361            |          |

Розподіл населення за віком у 2011 році:
Динаміка населення: